# Contea di Bullitt
La contea di Bullitt in inglese Bullitt County è una contea dello Stato del Kentucky, negli Stati Uniti. La popolazione al censimento del 2020 era di 82 217 abitanti. Il capoluogo di contea è Shepherdsville e la città più popolosa è Mount Washington.